# Simon Park
Simon Park (* 14. März 1946 in Market Harborough, Leicestershire) ist ein englischer Komponist und Orchesterleiter.
Bekannt ist Simon Park, der in Oxford Musik studiert hat, vor allem für sein Instrumentalstück Eye Level. Das Stück basiert auf einem niederländischen Kinderlied und wurde von Jack Trombey geschrieben. Anfang der 1970er-Jahre arrangierte es Park für sein Simon Park Orchestra und nahm es auf.
Das Thema wurde bekannt als Titelmelodie für die erfolgreiche Thames-Television-Detektivserie Van der Valk, mit Barry Foster als niederländischem Ermittler. 1972, im Startjahr der Serie, kam das Lied erstmals bis auf Platz 41 in Großbritannien, aber als die Single mit steigender Beliebtheit der Serie zur zweiten Staffel im September 1973 neu aufgelegt wurde, stieg sie in den britischen Charts bis auf Platz 1, wo sie vier Wochen blieb. Sie verkaufte sich eine knappe Million Mal. Es war die erste Fernsehmelodie, die die Spitzenposition in England erreichte.
Simon Park komponierte und produzierte auch noch weitere Fernsehmusik, auch unter dem Pseudonym Simon Haseley, und veröffentlichte unter anderem die Alben Something in the Air und Venus Fly Trap, aber Eye Level sollte das einzige Mal bleiben, dass er mit seiner Musik in die Charts kam.
Das ZDF verwendete jahrelang den Anfang des Titels Good Company von Gary Grant und Simon Park aus dem Album Give Peas a Chance als Titelmusik des Auslandsjournals.